# Détroit de Gubal
Le détroit de Gubal (ar : مضيق جوبال - maḑīq Jūbāl) est un détroit reliant le golfe de Suez à la mer Rouge. Il est limité au nord par la pointe sud de la péninsule du Sinaï, et au sud par la pointe sud de Jazīrat Shākir, île situé à mi-chemin entre les côtes asiatique et africaine.